# Xã Sugar Creek, Quận Vigo, Indiana
Xã Sugar Creek (tiếng Anh: Sugar Creek Township) là một xã thuộc quận Vigo, tiểu bang Indiana, Hoa Kỳ. Năm 2010, dân số của xã này là 7.153 người.